# Saleolilatda
Pour plus de détails, voir Fiche technique et Distribution.
Saleolilatda (살어리랏다) est un film sud-coréen réalisé par Yoon Sam-yook, sorti en 1993.

## Synopsis
Man-seok est un bourreau issu de la caste des bouchers et donc discriminé en tant que tel. Un jour, il reçoit la demande d'une famille noble d'exécuter l'un de ses condamnés sans lui couper la tête. Man-seok s'exécute, mais lorsque Sug-young, la fille de l'exécuté, lui remet son paiement (comme c'est la coutume), il la viole, motivé par son profond ressentiment à l'égard de l'élite dirigeante. 
Plus tard, celle-ci est arrêtée et vendue comme esclave. Se sentant coupable, Man-seok achète sa liberté, et les deux tombent finalement amoureux et s'installent dans une vie de couple paisible. Cependant, leur bonheur est menacé lorsqu'ils sont impliqués dans une conspiration contre les ennemis de la famille de Sug-young.

## Fiche technique
- Titre : Saleolilatda
- Titre original : 살어리랏다
- Titre anglais : I Will Survive
- Réalisation : Yoon Sam-yook
- Scénario : Yoon Sam-yook
- Musique : Jong-shik Lee
- Photographie : Hyun-chae Son
- Montage : Dae-won Hyeon
- Production :
- Société de production : Sam-yuk Films
- Pays :  Corée du Sud
- Genre : Drame et historique
- Durée : 108 minutes
- Dates de sortie : 
  -  Corée du Sud : 21 août 1993

## Distribution
- Lee Deok-hwa : Man-suk
- Lee Mi-yeon : Sook-young
- Jang Hang-seon
- Il-woo Lee : Heo
- Bo-won Nam : Kim Jin-sa

## Distinctions
Le film a reçu le Blue Dragon Film Award du meilleur film.